# 배드 바니
배드 바니(Bad Bunny, 1994년 3월 10일 ~ )는 푸에르토리코의 래퍼, 가수, 음악 프로듀서, 배우, 프로레슬러이다. 인터뷰에서 가수는 2008년부터 노래하고 있다고 말했다.

## 음반 목록
- X 100pre (2018)
- Oasis (2019; J 발빈과 함께)
- YHLQMDLG (2020)
- Las que no iban a salir (2020)
- Un Verano Sin Ti (2022)
- Nadie Sabe Lo Que Va a Pasar Mañana (2023)
- Debí Tirar Más Fotos (2025)